# Jardim Colorado
Jardim Colorado é um bairro localizado no município de Goiânia, capital de Goiás, na região noroeste da cidade.
O bairro foi fundado durante o processo de criação de vários bairros pobres na região noroeste da cidade. Inicialmente, o Colorado era dividido em duas regiões. O Jardim Colorado, fundado a partir da antiga Fazenda Caveira, foi aprovado pelo poder público. Já o Colorado II era um loteamento clandestino. As primeiras populações que chegavam aos bairros eram dissidentes de invasões e ali tiveram suas primeiras moradias próprias.
Segundo dados do Instituto Brasileiro de Geografia e Estatística (IBGE), divulgados pela prefeitura, no Censo 2010 a população do Jardim Colorado era de 2 216 pessoas.